# Christine Prinsloo
Christine Seraphine Prinsloo (Karatu, 3 de mayo de 1952) es una exjugadora zimbabuense de hockey sobre césped.

## Trayectoria
Prinsloo participó con la selección de Zimbabue en los Juegos Olímpicos de Moscú 1980. El seleccionado africano no había clasificado para disputar el torneo, pero debido al boicot que realizaron varios países a la competencia, obtuvo la invitación para participar en el torneo. En el certamen ganó la primera y única medalla de oro de su selección.